# 西鹽釜站
西鹽釜站（日语：／ Nishi-Shiogama eki */?）是位於宮城縣鹽竈市錦町1番1號，東日本旅客鐵道（JR東日本）的仙石線車站。

## 歷史
- 1925年（大正14年）6月5日：宮城電氣鐵道（日语：宮城電気鉄道）西鹽釜站啟用。
- 1944年（昭和19年）5月1日：宮城電氣鐵道被國有化，成為運輸通信省車站。 車站改名為西鹽竈站。
- 1963年（昭和38年）5月25日：車站改名為西鹽釜站。
- 1981年（昭和56年）11月1日：隨著高架複線化，再沒有折返列車。同時跨站式站房落成啟用。
- 1987年（昭和62年）4月1日：伴隨國鐵分割民營化，車站由東日本旅客鐵道（JR東日本）營運[1]。
- 2003年（平成15年）
  - 1月30日：引入自動閘機。
  - 10月26日：此站開始可以使用IC卡「Suica」[2]。
- 2005年（平成17年）3月1日：在早上繁忙時間設有站員當值，售票櫃臺廢止。
- 2008年（平成20年）3月15日：在早上繁忙時間的車站業務委托東北綜合服務負責。

## 車站構造
此站是地面車站，設有2面2線的相對式月台。此站設有跨站式站房。
在跨站式站房建成前，車站大樓位於1號月台側。兩月台之間設有站內平交道連接。在車站大樓與站前之間設有鹽釜線（1997年廢止）通過。進入車站前設有平交道，然後登上樓梯進入車站大樓。鹽釜線路軌遺址變成緩跑徑（鹽竈市內的觀光資訊小冊子中提及）。
此站由多賀城站管理的無人車站，在早上繁忙時間委托了JR東日本東北綜合服務負責車站業務（由小鶴新田站派遣職員）。在有人當值時歸，於櫃臺中只可進行檢票業務。此站設有2台自動售票機和自動閘機。
在1981年11月1日前，此站往仙台方向為雙線鐵路。因此，此站列車容量的關係，此站或本鹽釜站設有折返列車。在東鹽釜站前的高架雙線化完成後，列車便統一和延長至東鹽釜站。
在高架橋開通前，西鹽釜至本鹽釜為間為單線鐵路，該處設有簡單的鐵橋，列車經過時會發出聲響。該鐵橋下設有居酒屋和小吃店。

### 月台
| 月台 | 路線    | 上下行 | 方向               |
| ---- | ------- | ------ | ------------------ |
| 1    | ■仙石線 | 下行   | 松島海岸、石卷方向 |
| 2    | ■仙石線 | 上行   | 多賀城、仙台方向   |

參考

## 使用狀況
在2005年度，每日平均乘車人次為991人（在2006年度後沒有發表）。
| 乘車人次變化 | 乘車人次變化      |
| 年度         | 一日平均 乘車人次 |
| ------------ | ----------------- |
| 2000         | 1,120             |
| 2001         | 1,061             |
| 2002         | 1,005             |
| 2003         | 983               |
| 2004         | 964               |
| 2005         | 991               |

## 車站周邊
- JR東北本線鹽釜站
- 鹽竈市政廳
- 鹽釜佐浦町郵局
- 鹽釜花立郵局
- 宮城縣鹽釜高等學校（日语：宮城県塩釜高等学校）
- 鹽竈市立醫院
- 願成寺（日语：願成寺）
- 日本基督教團鹽釜東教會（實際位於西鹽釜站的西南遍南約200米。）

## 相鄰車站
東日本旅客鐵道（JR東日本）
■仙石線
下馬－西鹽釜－本鹽釜

## 注腳
1. ↑  『交通年鑑 昭和63年版』 交通協力會，1988年3月。
2. ↑   (PDF) (新闻稿). 東日本旅客鉄道. 2003-08-21  [2020-05-26]. （原始内容存档 (PDF)于2020-05-26） （日语）.
3. ↑  JR東日本:駅構内図 （页面存档备份，存于）（日語）
4. ↑  平成21年度塩竈市統計書 （页面存档备份，存于）（日語） - 鹽竈市

## 外部連結
- 車站資訊（西鹽釜）：東日本旅客鐵道（日語）